# Älvkarleby (commune)
La commune d'Älvkarleby est une commune suédoise du comté d'Uppsala. Environ 9500  personnes y vivent (2020). Son siège se situe à Skutskär.

## Localités principales
- Älvkarleby
- Gårdskär
- Marma
- Skutskär

## Autres localités
- Älvkarleö
- Färjbäcken
- Långsand
- Myrbo